# Нада Ђукић
Нада Ђукић (1949) српски je архитекта и супруга архитекте Предрага Драже Ђукића.

## Изведени објекти
- Основна Ваљевска банка (са коаутором: Предрагом Дражом Ђукићем; са сарадницом: Анамаријом Вујић), Ваљево, 1986-1988.